# Calliteara nebulosa
Calliteara nebulosa är en fjärilsart som beskrevs av Collenette 1932. Calliteara nebulosa ingår i släktet harfotsspinnare, och familjen tofsspinnare. Inga underarter finns listade i Catalogue of Life.